# Васильев, Александр Фёдорович (генерал)
Александр Фёдорович Васильев (13 октября 1909, Смоленск, Российская Империя — 9 сентября 1984, Москва, СССР) — советский военачальник, генерал-майор (11.07.1945 — 02.10.1952, с 15.08.1953).

## Биография
Родился 13 октября 1909 годав Смоленске в рабочей семье. Русский. Окончил среднюю школу, работал в Смоленске на заводе «Льнопенькопром».

### Военная служба

#### Межвоенные годы
В сентябре 1928 года поступил курсантом в Объединенную Белорусскую военную школу им. ЦИК Белорусской ССР в городе Минск, где учился на одном курсе вместе с будущим командующим ВДВ Василием Маргеловым. В 1930 году Васильев вступает в ВКП(б). После окончания школы в апреле 1931 года направляется в 18-й отдельный пулеметный батальон Мозырского УРа БВО, где проходил службу командиром пулеметного взвода и физруком батальона.
В апреле 1933 года был направлен на Дальний Восток командиром учебного взвода отдельного пулеметного батальона Усть-Сунгарийского УРа ОКДВА находившегося в с. Михайло-Семёновское Дальневосточного края, с января 1935 года командовал пулеметной ротой этого укрепрайона. С августа 1935 года исполнял должность коменданта штаба ОКДВА в городе Хабаровск, а в декабре назначается командиром учебной роты 61-го отдельного пулеметного батальона Барабашского УРа. С июля 1936 года там же командовал учебной пулеметной ротой, затем батальоном в 275-м стрелковом полку, с октября 1937 года был начальником сектора Барабашского УРа в составе 1-й Отдельной Краснознаменной армии, с июня 1938 года — командиром пулеметного батальона. В ноябре 1938 года капитан Васильев назначен в 21-ю стрелковую дивизию в город Спасск командиром батальона 61-го стрелкового полка.
В июле 1939 года переведен в БОВО командиром батальона 159-го стрелкового полка 64-й стрелковой дивизии в городе Рославль. В составе дивизии принимал участие в Польском походе РККА. С декабря 1939 года командовал учебным батальоном в Могилевском пехотном училище.

#### Великая Отечественная война
С началом войны после эвакуации училища в город Вольск продолжал командовать учебным батальоном. В апреле 1942 года назначается начальником штаба 75-го УРа ПриВО. С мая 1942 года воевал с ним на Брянском, а с июля — Воронежском фронтах (севернее Воронежа). Особо отличился в боях с 3 по 8 июля, где проявил мужество и отвагу. Лично вывел из окружения 243-й и 239-й отдельные пулеметно-артиллерийские батальоны. В том же месяце 75-й УР вошел в состав 60-й армии и воевал на Воронежском фронте. С сентября 1942 года майор Васильев исполнял должность коменданта этого укрепрайона. В октябре в районе ст. Рамонь Воронежской области на базе 75-го УРа была сформирована 305-я стрелковая дивизия, а Васильев назначен в ней заместителем командира. До конца декабря её части занимали оборону по восточному берегу реки Дон в районе Кулишовка, Борисовка, Задонское шоссе (севернее Воронежа). С 13 января 1943 года, после совершения марша, дивизия вошла в 40-ю армию и участвовала в Острогожско-Россошанской, Воронежско-Касторненской и Харьковской наступательных операциях. В ходе последней 7 февраля её части освободили город Короча. В этих боях Васильев был ранен. С 19 февраля 305 сд входила в 3-ю танковую, а с 22 февраля — 69-ю армии Воронежского фронта. В их составе дивизия освободила города Люботин (22 февраля) и Валки (25 февраля). В марте её части приняли участие в Харьковской оборонительной операции, затем были выведены в резерв.
Со 2 мая 1943 года в связи с ранением полковника И. А. Даниловича подполковник Васильев вступил во временное командование дивизией и воевал с ней до конца войны. Летом 1943 года дивизия в составе 69-й армии Воронежского, а с 18 июля — Степного фронтов участвовала в Курской битве, Белгородско-Харьковской наступательной операции. Приказом ВГК от 5 августа 1943 года за освобождение города Белгород ей было присвоено почетное наименование «Белгородская». Продолжая наступление, её части овладели городом Харьков, затем форсировали реки Уда и Мерефа и к 27 сентября вышли на левый берег реки Днепр. С 29 сентября дивизия была выведена в резерв Ставки ВГК. В начале октября она была переброшена в район Киева, а с 12 октября вошла в 1-ю гвардейскую армию. С середины ноября дивизия в составе 1-го Украинского фронта участвовала в Киевской оборонительной операции. С 18 декабря она вошла в состав 38-й армии и вела успешные бои на подступах к Бердичеву в ходе Житомирско-Бердичевской наступательной операции. В марте 1944 года дивизия принимала участие в Проскуровско-Черновицкой наступательной операции. За освобождение города Винница она была награждена орденом Красного Знамени (23.3.1944). В дальнейшем её части в составе 38-й армии принимали участие в Львовско-Сандомирской, Восточно-Карпатской, Карпатско-Дуклинской, Западно-Карпатской, Моравска-Остравской и Пражской наступательных операциях (с 30 ноября 1944	г. — в составе войск 4-го Украинского фронта). За освобождение городов Вадовице, Спишска Нова Вес, Спишска Стара Вес и Левоча дивизия была награждена орденом Суворова 2-й ст. (19.2.1945), а за овладение городами Богуми, Фриштат, Скочув, Чадца, Великая Битча — орденом Кутузова 2-й ст. (4.6.1945).
За время войны комдив Васильев был 12 раз упомянут в благодарственных в приказах Верховного Главнокомандующего.
На фронте был четырежды ранен и один раз контужен.

#### Послевоенное время
После войны с августа 1945 года генерал-майор Васильев состоял в распоряжении ГУК НКО, а в ноябре назначен командиром 206-й стрелковой дивизии ПрикВО. В декабре «за антисоветские разговоры и клевету на советский строй» был отстранен от должности, арестован и находился под следствием. Приказом ГУК от 21 февраля 1946 г. уволен из кадров ВС СССР по ст. 44, п. «в» «Положения о прохождении службы ком. нач. составом РККА». 21 августа 1952 года приговорен к 10-ти годам лишения свободы, а Постановлением Совета Министров СССР от 2 октября 1952 года лишен воинского звания «генерал-майор».
23 июля 1953 года полностью реабилитирован из-за отсутствия состава преступления и освобожден из под стражи, Постановлением Совета Министров СССР от 15 августа 1953 г. восстановлен в воинском звании «генерал-майор», а приказом МО СССР от 28.08.1953 г. зачислен в кадры Советской армии и направлен слушателем на ВАК при Военной академии РККА им. М. В. Фрунзе. После её окончания в январе 1955 года был назначен старшим преподавателем общевойсковой подготовки военной кафедры Сельскохозяйственной академии им. К. А. Тимирязева. С мая 1959 года был начальником военной кафедры Московского экономико-статистического института. 2 июня 1971 года генерал-майор Васильев уволен в отставку по болезни.

## Награды и звания
- орден Ленина (30.04.1954)[5]
- четыре ордена Красного Знамени (19.12.1942[6], 22.02.1945[7], 07.07.1945[8], 20.06.1949[5])
- два ордена Суворова II степени (27.08.1943[9], 10.01.1944[10])
- орден Кутузова II степени (23.05.1945)[11]
- орден Отечественной войны II степени (08.04.1943)[12]
- орден Красной Звезды (03.11.1944)[13][5]
- медали в том числе:
  - «За Победу над Германией в Великой Отечественной войне 1941—1945 гг.» (1945)
  - «За освобождение Праги»
  - «Ветеран Вооружённых Сил СССР»
- знак «50 лет пребывания в КПСС»

Приказы (благодарности) Верховного Главнокомандующего в которых отмечен А. Ф. Васильев.
- За овладение овладели городом и крупным железнодорожным узлом Самбор — важным опорным пунктом обороны немцев в предгорьях Карпат. 7 августа 1944 года. № 164.
- За овладение городами Чехословакии Керешмэзе (Ясина), Рахов и крупными населенными пунктами Чертижне, Белька, Поляна, Руске, Льгота, Ужок, Нижни Верецки, Заломиска, Пилипец, Голятин, Торуна, Надбочко и в Северной Трансильвании городом Сигет. 18 октября 1944 года. № 198.
- За овладение на территории Чехословакии городами Михальовце и Гуменне — важными узлами коммуникаций и опорными пунктами обороны противника. 26 ноября 1944 года. № 211.
- За овладение окружным центром Венгрии городом Шаторальяуйхель — важным узлом коммуникаций и опорным пунктом обороны противника. 3 декабря 1944 года. № 215.
- За форсирование рек Вислока и Дунаец и овладение городами Ясло и Горлице — важными опорными пунктами обороны немцев на краковском направлении. 19 января 1945 года. № 229.
- За овладение на территории Польши городом Новы-Сонч и на территории Чехословакии городами Прешов, Кошице и Бардеёв — важными узлами коммуникаций и опорными пунктами обороны немцев. 20 января 1945 года. № 234.
- За овладение городами Вадовице, Спишска-Нова-Вес, Спишска-Стара-Вес и Левоча — важными узлами коммуникаций и опорными пунктами обороны немцев. 27 января 1945 года. № 260.
- За овладение городом Бельско — крупным узлом коммуникаций и мощным опорным пунктом обороны немцев на подступах к Моравской Остраве. 12 февраля 1945 года. № 275.
- За овладение штурмом городом Опава (Троппау) — важным узлом дорог и сильным опорным пунктом обороны немцев. 23 апреля 1945 года. № 341.
- За овладение штурмом городом Моравска-Острава — крупным промышленным центром и мощным опорным пунктом обороны немцев в Чехословакии. Одновременно войска фронта овладели городом Жилина — важным узлом дорог в полосе Западных Карпат. 30 апреля 1945 года. № 353.
- За овладение городом Цешин — важным узлом дорог и сильным опорным пунктом обороны немцев. 3 мая 1945 года. № 361.
- За овладение городом и крупным железнодорожным узлом Оломоуц — важным опорным пунктом обороны немцев на реке Морава. 8 мая 1945 года. № 365.

Почетные звания
Решением исполкома городского Совета депутатов трудящихся от 1 августа 1963 года № 821-а Васильеву Александру Федоровичу, генерал-майору, командиру 305-й стрелковой дивизии, присвоено звание «Почетный гражданин города Белгорода» за проявленное 5 августа 1943 года мужество и героизм в боях с немецко-фашистскими захватчиками при освобождении города Белгорода.

## Память
- В честь Александра Федоровича Васильева названа одна из улиц Белгорода[15].
- В экспозициях Белгородского государственного историко-краеведческого музея и историко-художественного музея-диорамы «Курская битва. Белгородское направление» широко представлены материалы о боевом пути 305-й Белгородской стрелковой дивизии и её командире Александре Федоровиче Васильеве[15].
- ГТРК «Белгород» выпустила документальный фильм «Улица Александра Васильева» посвященный жизни Александра Федоровича Васильева.